# Sante Geminiani
Sante Geminiani (Lugo, 4 settembre 1919 – Circuito di Clady, 15 agosto 1951) è stato un pilota motociclistico italiano.

## Biografia
Romagnolo di Lugo, iniziò la carriera agonistica correndo per la scuderia Moto Guzzi nel 1949, e nel 1950 conquistò il secondo posto nel Campionato italiano della classe 500. 

Nel 1951, sempre in sella alla moto di Mandello del Lario, partecipò alla classe 500 del Campionato mondiale.
Il 1º luglio arrivò il primo podio: Geminiani chiuse al terzo posto il Gran Premio del Belgio tenutasi presso il Circuito di Spa-Francorchamps. Un mese e mezzo dopo Geminiani trovò la morte in circostanze incredibili nel Circuito di Clady, in Irlanda del Nord.

## L'incidente mortale
Durante le prove ferragostane per il Gran Premio dell’Ulster, gli alfieri Moto Guzzi nella classe 250 Leoni, Geminiani e Lorenzetti perlustravano la pista in gruppo, Geminiani e Lorenzetti si fermarono ai box per sostituire le moto, ma Leoni non se ne avvide. Dopo alcuni chilometri, non vedendo i compagni e temendoli vittime di un incidente, Leoni decise di invertire la direzione e ripercorrere un tratto del circuito alla loro ricerca; in una curva cieca si scontrò frontalmente con Geminiani che, nel frattempo, stava tentando di raggiungerlo. L'impatto fu letale per entrambi.